# Seznam pakistanskih generalov
Seznam pakistanskih generalov.

## A
Khalid Abbassi - 
Mehmood Ahmed - 
Mohamed Ajub Kan - 
Shamim Alam Khan - Kavaja Muhamad Asif -
Mirza Aslam Beg - 

## G
Hameed Gul - 

## H
Ahsan Saleem Hayat -

## K
Abdul Waheed Kakar - 
Jehangir Karamat - 
Ashfaq Parvez Kayani - 
Ali Kuli Khan - 
Aziz Khan - 
Iftikhar Ali Khan -
Iqbal Khan -
Rahimuddin Khan -

## M
Tariq Majid - 
Talat Masood - 
Pervez Mušaraf -

## N
Asif Navaz - 

## S
Muhammad Shariff - 
Šaukat Sultan -

## U
Ehsan ul Haq - 
Zia ul-Haq -